# Bottelier
Bottelier – osada (buurt) w dzielnicy Dominguito, miasta Willemstad, w dystrykcie Willemstad, w kraju autonomicznym Curaçao, należącym do Holandii, w Ameryce Południowej. 20 października 2023 r. liczyła 872 mieszkańców. Pod względem powierzchni jest największą osadą w dzielnicy.